# David Twohy

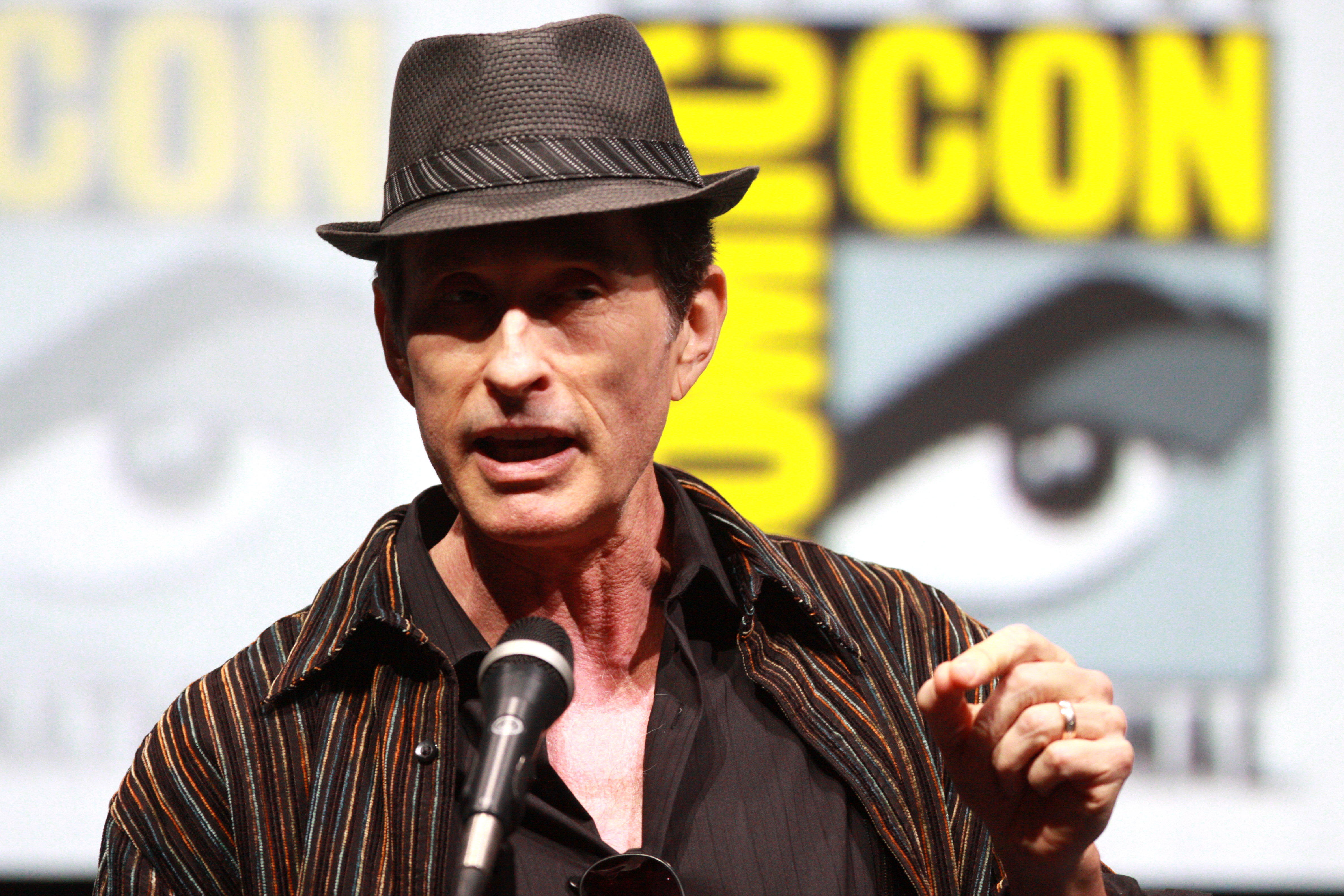
David Twohy bei der Comic-Con 2013

David Neil Twohy (* 18. Oktober 1955) ist ein US-amerikanischer Regisseur und Drehbuchautor.

## Leben
Als Absolvent der California State University hat er einen Abschluss in Radio-/Fernseh- und Filmwissenschaften. Zu seinen bekanntesten Arbeiten gehören das Drehbuch zu Action-Erfolgen wie Auf der Flucht (1993), Waterworld (1995) und Die Akte Jane (1997) und die Science-Fiction-Filme um den von Vin Diesel verkörperten Antihelden Richard B. Riddick.

## Filmografie
Als Drehbuchautor
- 1988: Critters 2 – Sie kehren zurück (Critters 2: The Main Course)
- 1989: Warlock – Satans Sohn (Warlock)
- 1991: Timescape (The Grand Tour)
- 1993: Auf der Flucht (The Fugitive)
- 1994: Tödliche Geschwindigkeit (Terminal Velocity)
- 1995: Waterworld
- 1996: The Arrival – Die Ankunft (The Arrival)
- 1997: Die Akte Jane (G.I. Jane)
- 2000: Pitch Black – Planet der Finsternis (Pitch Black)
- 2001: Impostor
- 2002: Below
- 2004: Riddick: Chroniken eines Kriegers (The Chronicles of Riddick)
- 2009: A Perfect Getaway
- 2013: Riddick: Überleben ist seine Rache (Riddick)

Als Regisseur
- 1991: Timescape (The Grand Tour)
- 1996: The Arrival – Die Ankunft (The Arrival)
- 2000: Pitch Black – Planet der Finsternis (Pitch Black)
- 2002: Below
- 2004: Riddick: Chroniken eines Kriegers (The Chronicles of Riddick)
- 2009: A Perfect Getaway
- 2013: Riddick: Überleben ist seine Rache (Riddick)